# فرانسیسکو سانتوس
فرانسیسکو سانتوس (انگلیسی: Chicão; ۲۱ فوریهٔ ۱۹۴۰ – ۱۸ اوت ۱۹۶۸) بازیکن فوتبال اهل برزیل بود که در پست مدافع بازی می‌کرد. او پنج سال را در لا لیگا بازی می‌کرد.